# Duinzigt
Duinzigt is een buurt die is gelegen in de wijk Benoordenhout in het stadsdeel Haagse Hout in de gemeente Den Haag, en is vernoemd naar de voormalige buitenplaats Duinzigt, die tot 1884 bij Wassenaar hoorde. Na 1935 is het afgebroken en de wijk verder aangelegd.
Duinzigt wordt begrensd door respectievelijk de Van Alkemadelaan, de Landscheidingsweg, de gemeente Wassenaar en het landgoed Clingendael. De buurt kan in twee delen gesplitst worden. Aan de kant van de Van Alkemadelaan staan huizen en appartementen die niet meer dan drie verdiepingen hebben, aan de Wassenaarse kant werden eind jaren 70 flatgebouwen neergezet waar veel (oudere) welgestelden en liberalen wonen. Daartussen ligt het Willem Royaardsplein, een rechthoekig plein met bomen, omringd door 20 winkels, restaurants en een ABN Amro-kantoor. Verder staan er een bloemenkraam, een viskraam en een kraam met Turkse broodjes. Er is ook een fitnesscentrum. Dit kleine winkelcentrum werd in 1979 opgeleverd.
Tevens bevinden zich in Duinzigt het Huis op de bunker en The American Protestant Church of The Hague.
In het verleden (tot de Tweede Wereldoorlog) lag hier de golfbaan van de Koninklijke Haagsche Golf & Country Club. Op de Oude Waalsdorperweg is nog altijd het vervallen toegangshek te zien van de oprijlaan schuin door het bosje heen dat leidde naar landgoed Duinzigt en de voormalige golfclub. Het landgoed was ongeveer daar waar nu het gebouw van Saffier-Maison Gaspard de Coligny staat. De golfclub was verderop. Tijdens de Tweede Wereldoorlog bleef weinig van de golfbaan over nadat de Duitsers er tankgrachten groeven. Vanaf de Ruychrocklaan is nog een van de oude golfholes te zien die zich uitstrekt in Clingendael.
Grenzend aan Duinzigt liggen de hockeyvelden van HDM, de rugbyvelden van Haagsche Rugby Club en de golfbaan van Golf Duinzicht.
Op een kilometer afstand is de renbaan Duindigt.

## Nieuwbouw
In deze buurt werden recent twee opmerkelijke gebouwen neergezet:
- Mr. L.E. Visserhuis, een Joods woonzorgcentrum dat bestaat uit 36 appartementen en een verpleeghuis met 30 plaatsen. Het kwam gereed in 2011. Hier stond voorheen het Nederlandsch Lyceum (international stream);
- De Bouwmeester, een appartementengebouw op de plaats waar tot 2013 een benzinestation stond.

## Trein
Tussen 1908 en 1953 reed langs het gebied de eerste elektrische trein in Nederland. De Hofpleinlijn van de ZHESM reed van Scheveningen naar Station HS of rechtstreeks naar Rotterdam Hofplein. Er was een halte ongeveer "boven" landgoed Duinzigt. Sinds 1953 reed de trein alleen nog tussen station HS en Rotterdam Hofplein. Dit deel is in 2006 een RandstadRail-lijn geworden. De voormalige spoorbaan boven de wijk werd de Landscheidingsweg naar Wassenaar. Veel later is van de baan naar Scheveningen een fietspad gemaakt.

## Bus historie

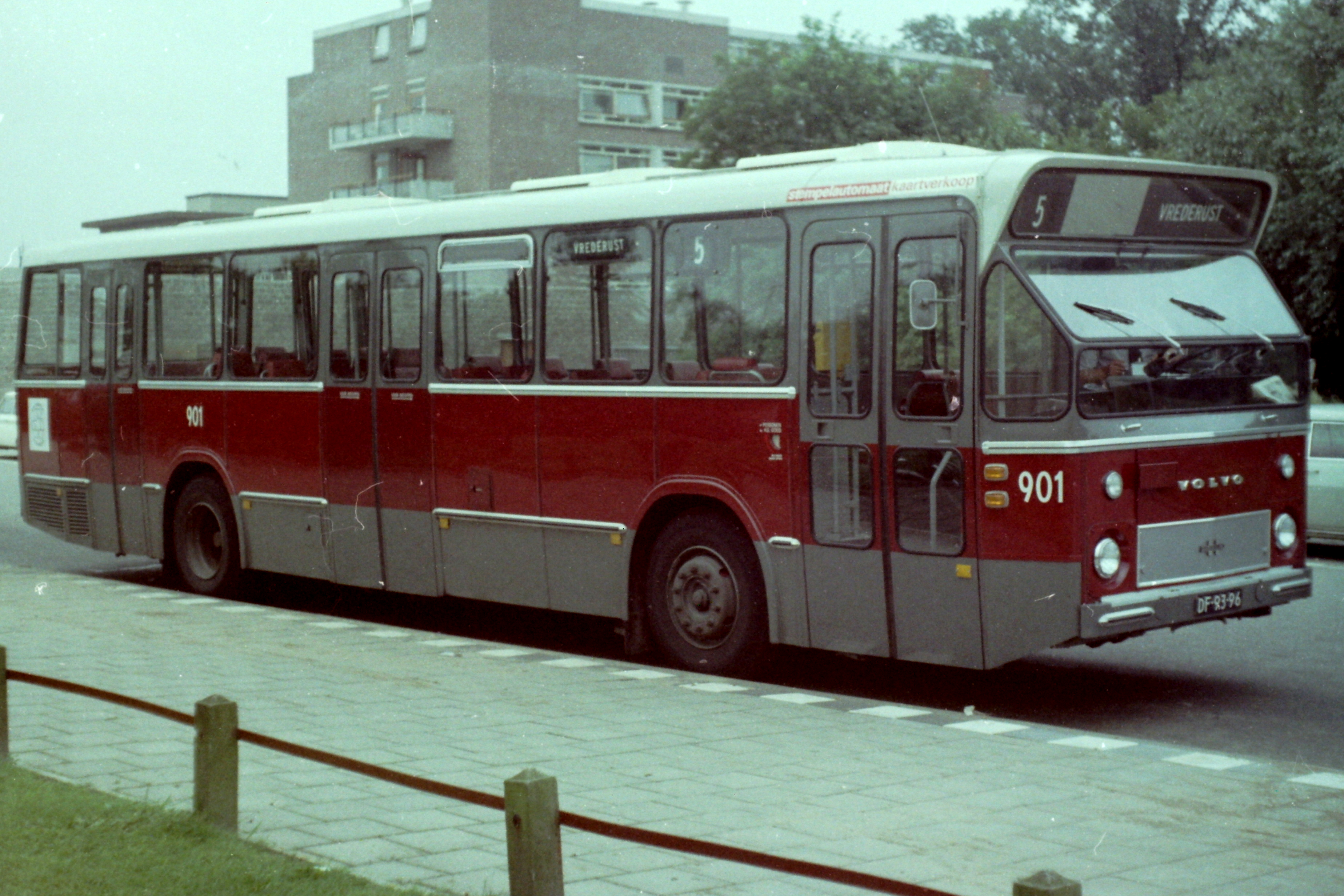
Volvo proefbus 901 op lijn 5 in Duinzigt 1972

In het tramplan 1927 was voorzien dat tramlijn 17 (2e) verlengd zou worden vanaf het Nassauplein tot bij de Waalsdorperweg, maar dit ging niet door. In plaats daarvan kwam in 1928 buslijn R bij de wijk, later vervangen door buslijn T. In 1935 liep de Van Alkemadelaan niet meer dood bij de Waalsdorperweg en kon er dus naar Scheveningen gereden worden. Dat ging buslijn S doen. In 1939 werd lijn S al weer opgeheven, wegens de mobilisatie. Tijdens de oorlog werden uiteindelijk alle buslijnen opgeheven. Na de oorlog keerden lijn R en T terug bij de wijk, en ging lijn L tussen Scheveningen en Bezuidenhout rijden. In 1955 werd dit buslijn 23, en die rijdt nog altijd langs de wijk. Maar pas in 1965 ging de eerste buslijn, lijn 5, echt de wijk in, tot op de Theo Mann-Bouwmeesterlaan. Tot in 2005 bleef lijn 5 zo rijden behalve sinds 1995 na 20.00 uur, ter compensatie werd lijn 18 dan naar Duinzigt verlegd. In 2005 werd lijn 5 vervangen door lijn 22 en in 2018 door lijn 20.
Rond 1990 dook wederom het plan op voor weer een tramlijn 17 (5e) in deze richting, maar het ging weer niet door.

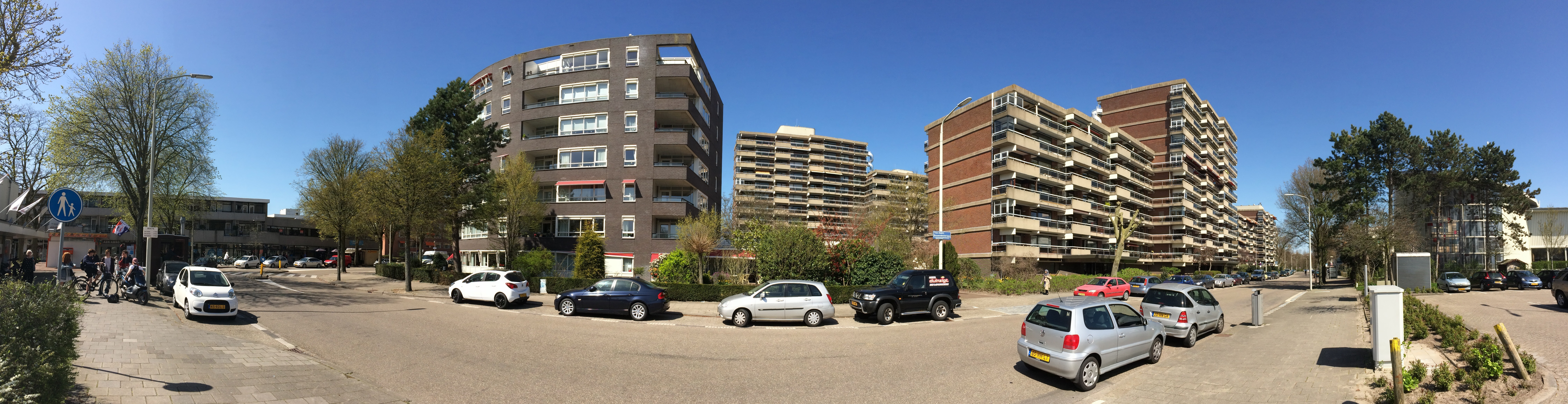
De Theo Mann-Bouwmeesterlaan in Duinzigt.